# Transvection épigénétique
La transvection est un phénomène épigénétique par lequel un allèle influence son homologue situé sur l’autre chromosome de la paire, résultant dans l’activation ou l’extinction du gène.
Ce phénomène a tout d’abord été observé dans les années 1950 chez la drosophile par Edward B. Lewis, qui lui a donné son nom. La plupart des cas de transvection sont découverts lorsqu’ils produisent une complémentation mutuelle des allèles, qui rend le phénomène visible. Ces cas sont rares, les recherches sont donc faites sur un nombre limité de gènes.

## Rôle de la synapsis
La transvection semble requérir dans la majorité des cas observés l’existence d’une synapsis entre les chromosomes homologues. Elle a d’ailleurs été observée en premier lieu chez un diptère (drosophile), ordre chez qui les chromosomes homologues restent appariés dans les cellules somatiques même à l’interphase. Selon Edward Lewis, le fait qu’un dérangement de l'appariement mitotique ou méiotique suffise à entraîner une altération du phénotype (sans mettre en jeu l’effet position) permet de déterminer qu’on est en présence d’une transvection.
Néanmoins, on a observé au moins un cas de transvection sans synapsis des chromosomes,. L’état épigénétique peut être transmis par transvection chez la drosophile, or l’extinction et le marquage épigénétique de l’allèle homologue ont été observés aussi chez des plantes et des mammifères. La transvection serait donc possible chez des espèces où l’appariement somatique est absent : souris, humains, nématodes, insectes, fungi, entre autres. Ce phénomène pourrait être nettement plus répandu que les cas détectables le laissent croire

## Mécanismes
La plupart des cas de transvection mettent en jeu des amplificateurs agissant à distance, influençant le promoteur de l’allèle homologue. Il est possible aussi que l’appariement induise des changements dans la structure du gène entrainant l'inactivation ou le contournement par un amplificateur d’un isolant,. L’effet obtenu dépend de la compatibilité avec les régulateurs et est limité le plus souvent à un sous-groupe de cellules. Il est plus important si le promoteur est faible ou absent, car celui-ci retiendrait l’amplificateur sur le chromosome (en cis). Souvent la protéine Zeste qui se lie à l’ADN joue un rôle important. La production d’ARN joint est aussi envisageable, bien qu’elle n’ait pas été prouvée. La transvection peut être réciproque, sa direction dépendant alors du résultat de la compétition entre les promoteurs.